# Shock Value II
Shock Value 2 också känt som Timbaland Presents Shock Value II är det tredje studioalbumet med den amerikanska musikproducenten Timbaland. Skivan är en uppföljare till den platina-säljande Shock Value. 
Albumet planerades först för release under 2008 men projektet sköts upp till 2009, skivbolaget Blackground Records meddelade senare att CD:n skulle släppas den 23 november 2009 men detta sköts upp ytterligare en gång och det slutgiltiga releasedatumet blev den 7 december i Storbritannien och en dag senare i USA.

## Bakgrund och produktion
Timbaland bekräftade i en intervju för MTV:s Shaheem Reid under mitten av 2008 att han jobbade på en uppföljare till det platina-säljande andra studioalbumet Shock Value. Då avslöjade han också att han hade en låt med Madonna som egentligen var menad till hennes album Hard Candy men som inte användes, denna skulle möjligtvis ingå på skivan. Han skulle också samarbeta med Jordin Sparks, Beyoncé, Rihanna, Jonas Brothers, Miley Cyrus och T.I. till skivan men inga av dessa artister, förutom Miley, kom med på den slutgiltiga innehållsförteckningen. Han hoppades även att få med Jay-Z men han misslyckades med det.
Timbaland pratade om albumet i en intervju 2009; "Jag är så lyckosam och välsignad att få möjligheten att göra en Shock Value II. Jag är väldigt stolt över kalibern av artister på detta album och arbetet de lägger ned på att göra det så bra som möjligt. Jag kan lova att man aldrig har hört Katy Perry, The Fray eller Brandy låta såhär tidigare. Det är spännande för jag ger inte bara fansen mitt bästa på varje spår- jag ger dem en inblick på deras favoritartister i ett helt nytt sken. Det här är ett album man kan lyssna på från början till slut flera gånger eftersom varje sång är så unik och artisterna så olika. Jag kan inte vänta tills mina fans får höra det här."

## Låtlista
| Nr           | Titel                                                 | Producenter                                                                      | Längd |
| ------------ | ----------------------------------------------------- | -------------------------------------------------------------------------------- | ----- |
| 1.           | Intro (med DJ Felli Fel)                              |                                                                                  | 0:49  |
| 2.           | Carry Out (med Justin Timberlake)                     | J. Timberlake, James D. Washington, Timothy Clayton                              | 3:53  |
| 3.           | Lose Control (med. JoJo)                              | Nikesha Briscoe                                                                  | 4:28  |
| 4.           | Meet In tha Middle (med Bran' Nu)                     | Clayton, B. Norwood, John Maultsby, Paul Dawson, Jamal Jones                     | 4:00  |
| 5.           | Say Something (med Drake)                             | Aubrey Drake Graham, Clayton, Maultsby                                           | 4:01  |
| 6.           | Tomorrow In the Bottle (med Chad Kroeger & Sebastian) | Garland Mosley, Washington, Clayton, Chad Kroeger, Brandon Deener                | 5:28  |
| 7.           | We Belong to the Music (med Miley Cyrus)              | Washington, Walter Milsap, Candice Nelson                                        | 4:28  |
| 8.           | Morning After Dark (med Nelly Furtado & SoShy)        | Deborah Epstein, Michelle Bell, Keri Hilson, Washington, Maultsby, Nelly Furtado | 3:52  |
| 9.           | If We Ever Meet Again (med Katy Perry)                | Washington, busbee                                                               | 4:59  |
| 10.          | Can You Feel It (med Esthero & Sebastian)             | Clayton, Washington, G. Mosley                                                   | 4:44  |
| 11.          | Ease Off the Liquor                                   | Washington, Maultsby, Clayton                                                    | 5:58  |
| 12.          | Undertow (med The Fray and Esthero)                   | Isaac Slade, Washington, Joe King                                                | 4:22  |
| 13.          | Timothy Where You Been (med Jet)                      | Washington, Clayton, Chris Cester                                                | 4:47  |
| 14.          | Long Way Down (med Daughtry)                          | Washington, Chris Daughtry, Joey Barnes, Josh Paul, Josh Steely, Brian Craddock  | 4:23  |
| 15.          | Marchin On (Timbo Version)" (med OneRepublic)         | Ryan Tedder, Washington                                                          | 4:12  |
| 16.          | The One I Love (med Keri Hilson & D.O.E.)             | Maultsby, Briscoe, Dennis Matkosky                                               | 4:34  |
| 17.          | Symphony (med Attitude, Bran'Nu & D.O.E.)             | Clayton, Norwood, Washington, Maultsby, Keithin Pittman                          | 4:21  |
| Total längd: | Total längd:                                          | Total längd:                                                                     | 73:16 |